# Dr. Stein
Dr. Stein – trzeci singel niemieckiej grupy power metalowej Helloween. Wydany został w 1988 roku. Służył do promocji albumu Keeper of the Seven Keys Part 2. Okładka albumu przedstawia szalonego doktora w swoim niemniej szalonym laboratorium.

## Lista utworów
1. "Dr. Stein" (Michael Weikath) – 5:03
2. "Savage" (Michael Kiske) – 3:22
3. "Livin' Ain't No Crime" (Michael Weikath) – 4:40
4. "Victim Of Fate '88" (Kai Hansen) – 6:58

## Skład
- Michael Kiske – wokal
- Kai Hansen – gitara
- Michael Weikath – gitara
- Markus Grosskopf – gitara basowa
- Ingo Schwichtenberg – perkusja